# ريسبورغ (بيير هنري تشارلز)
الجنرال ريسبورغ (بالفرنسية: Henri Pierre Charles Bernardin Risbourg)‏ أو ريسبورغ، بيير هنري تشارلز هو ضابط فرنسي ولد في 7 جانفي 1838 بـ رولكس (فرنسا) بإقليم نور وتوفي بتاريخ 29 أكتوبر 1925 بـ فان بإقليم موربيهان.

## السيرة
بدأ مشواره المهني العسكري في الفوج الخامس والعشرين في خط حامية فان عام 1871.
رئيس هيئة فرقة وهران وهي فرقة مشاة من القوات البرية الفرنسية والتي تنتمي بدورها إلى الفيلق 19 المتمركز بالجزائر.